# Cylindera discreta
Cylindera discreta es una especie de escarabajo del género Cylindera, tribu Cicindelini, familia Carabidae. Fue descrita científicamente por Schaum en 1863.
Se distribuye por Australia, Indonesia, Islas Salomón, Singapur, Filipinas, Malasia y Papúa Nueva Guinea. La especie se mantiene activa durante los meses de enero, febrero, marzo, abril, mayo, agosto, octubre y noviembre.